# Megaselia divergens
Megaselia divergens är en tvåvingeart som först beskrevs av Malloch 1912.  Megaselia divergens ingår i släktet Megaselia och familjen puckelflugor. Inga underarter finns listade i Catalogue of Life.